# Excélsior

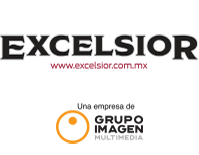

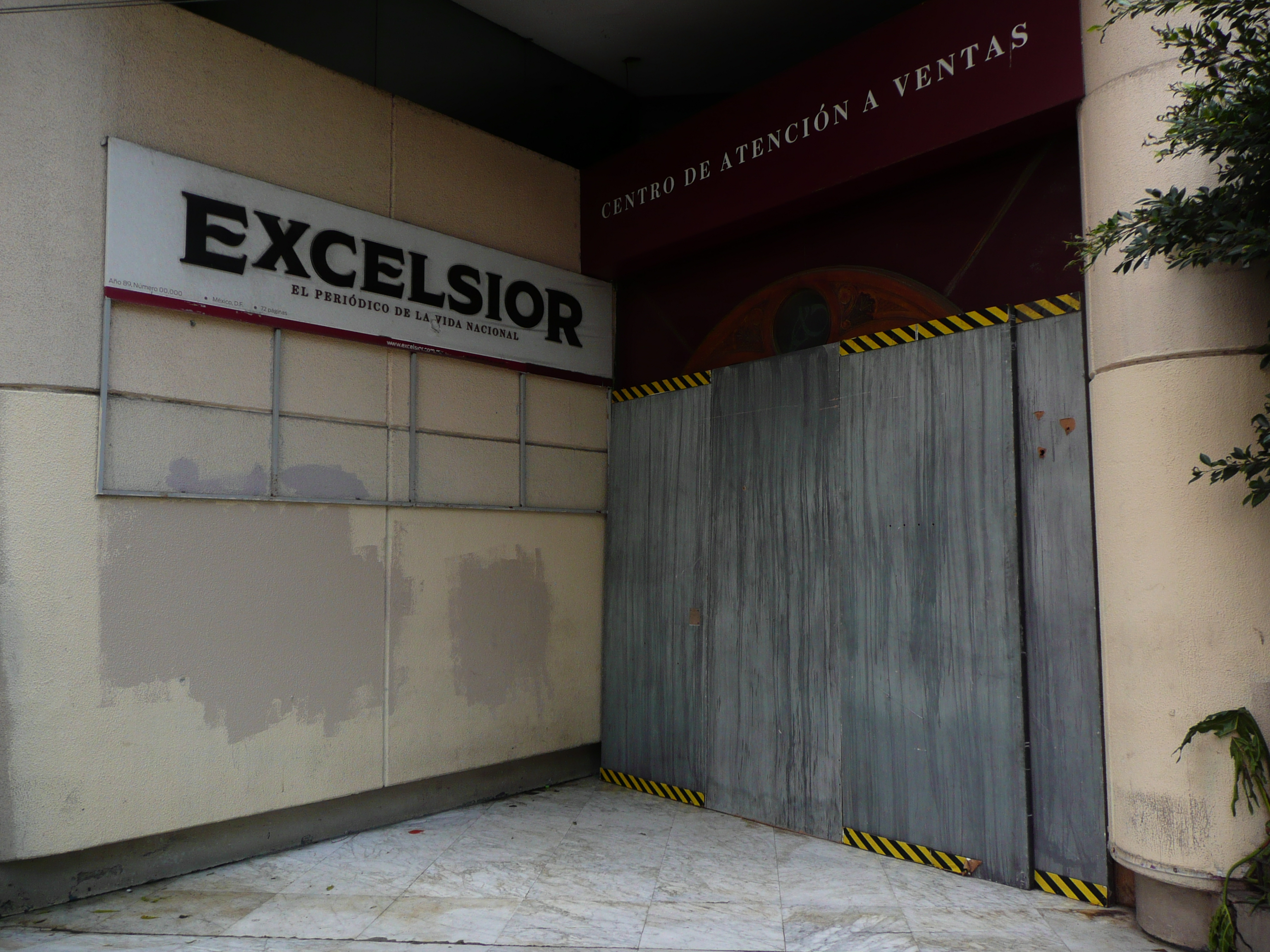

Excélsior is een Mexicaanse krant. Excélsior is onderdeel van Grupo Imagen, Pascal Beltrán del Río is hoofdredacteur.
De krant is afkomstig uit Mexico-Stad en is in 1917 voor het eerst verschenen. In de jaren 50 en 60 was Excélsior een door haar werknemers bestuurd coöperatief en stond zij bekend als relatief links. In 1976 slaagde de regering van president Luis Echeverría erin een 'staatsgreep' te laten plegen in de krant, waarbij hoofdredacteur Julio Scherer García en vele medewerkers de krant verlieten en het tijdschrift Proceso oprichtten. Regino Díaz verving Scherer en sindsdien stond de krant bekend als weinig kritisch ten opzichte van de regering. Toen de oppermachtige Institutioneel Revolutionaire Partij PRI in 2000 het presidentschap verloor traden Díaz en de pro-PRI-redacte een jaar later af en werd de krant weer onafhankelijker.
De krant staat bekend als 'school' van vele prominente intellectuelen en journalisten, waaronder José Vasconcelos, Octavio Paz, Daniel Cosío Villegas, Carlos Monsiváis, Jorge Ibargüengoitia en Gilberto Rincón Gallardo.